# Cholon
 Cholon er det kinesiske distrikt i Ho Chi Minh Byen.
Det er den største Chinatown i Vietnam og ligger på Saigonflodens vestlige side.
Chinatown ligger i distrikterne 5 og 6 i Ho Chi Minh Byen.
10°45′05″N 106°39′38″Ø / 10.7514918°N 106.6604732°Ø